# Kladruby (district de Tachov)
Pour les articles homonymes, voir Kladruby.
Kladruby (en allemand : Kladrau) est une ville du district de Tachov, dans la région de Plzeň, en Tchéquie. Sa population s'élevait à 1 717 habitants en 2024.

## Géographie
Kladruby se trouve à 5 km au sud-sud-ouest de Stříbro, à 27 km au sud-est de Tachov, à 29 km à l'ouest de Plzeň et à 112 km au sud-est de Prague.
La commune est limitée par Benešovice et Stříbro au nord, par Kostelec à l'est et au sud-est, par Skapce, Zhoř et Prostiboř au sud, et par Staré Sedlo et Bor à l'ouest.

## Histoire
La première mention écrite de la localité date de 1115.

## Administration
La commune se compose de sept sections :
- Brod u Stříbra
- Kladruby
- Láz
- Milevo
- Pozorka
- Tuněchody
- Vrbice u Stříbra

## Galerie

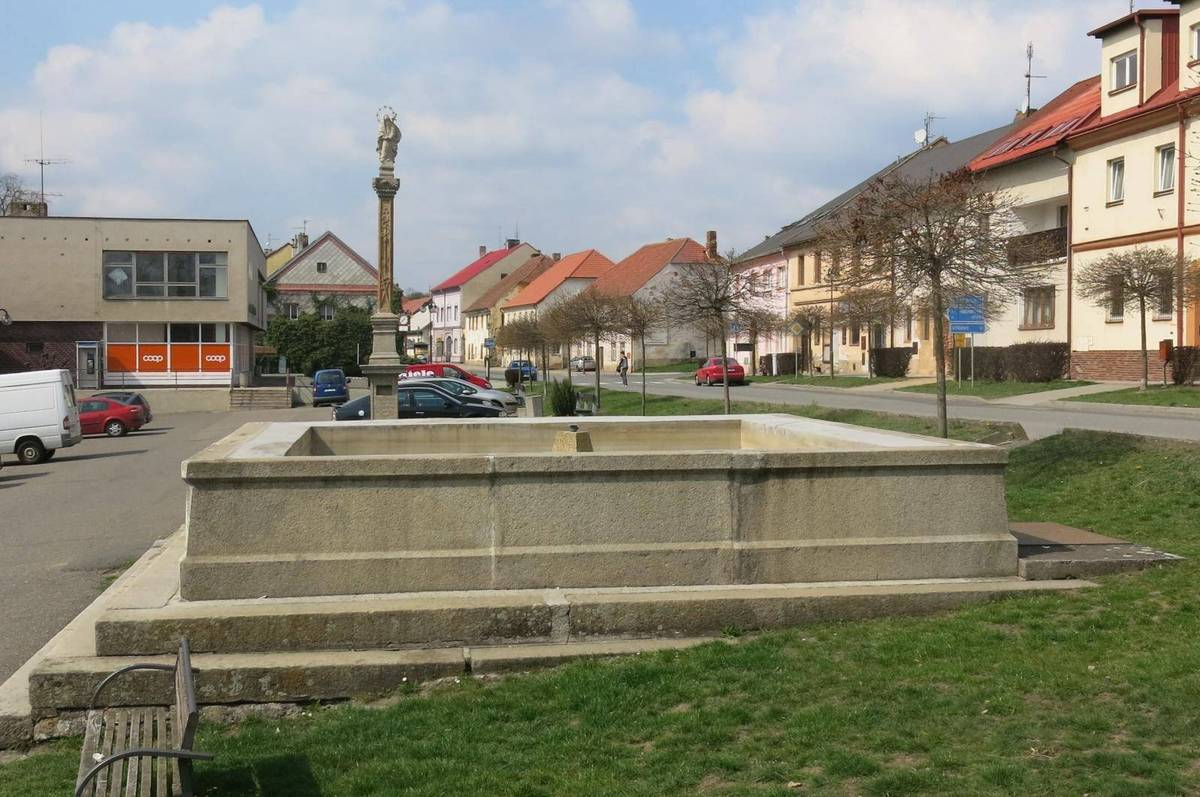
Place de la République.
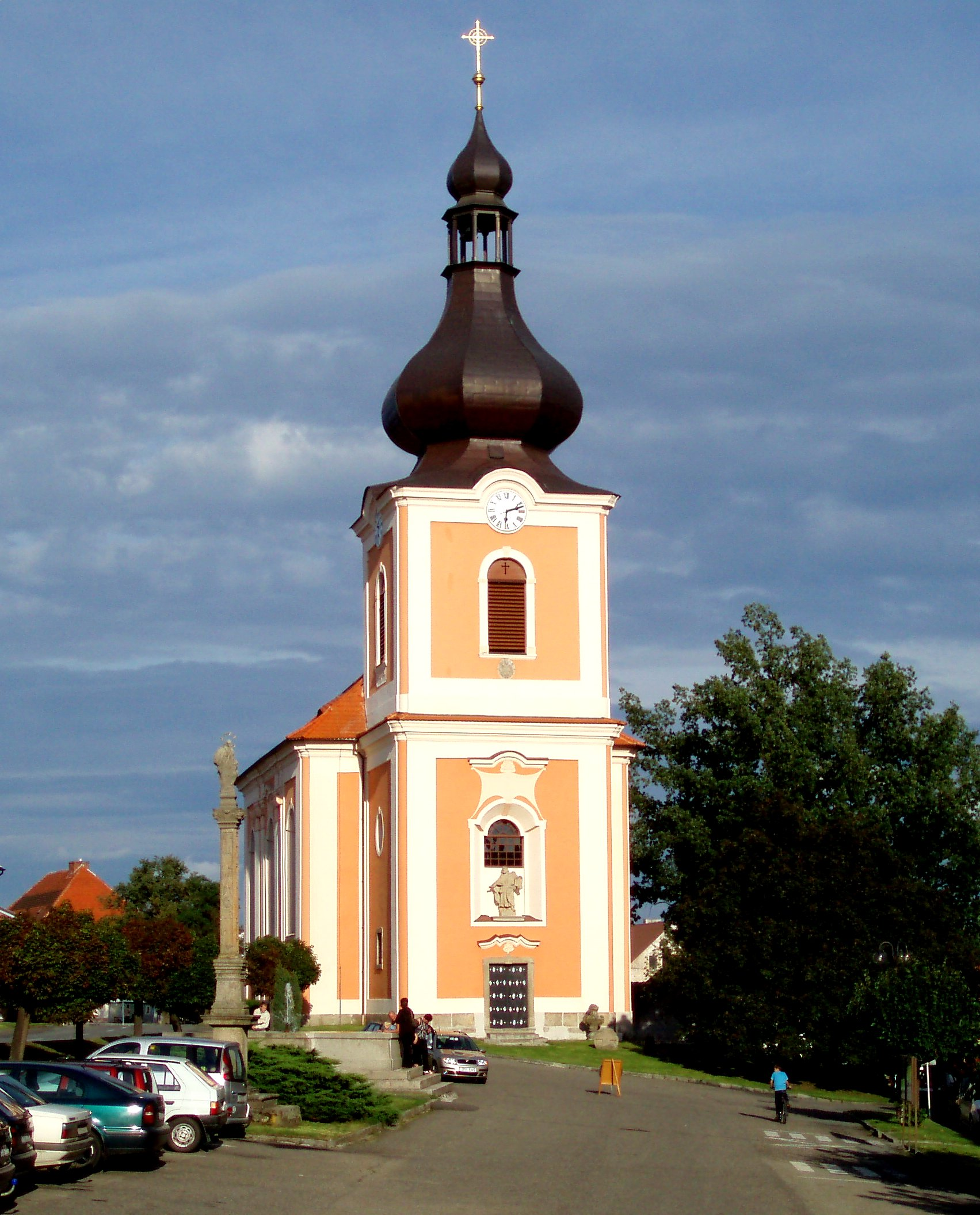
Église Saint-Jacques-le-Majeur.
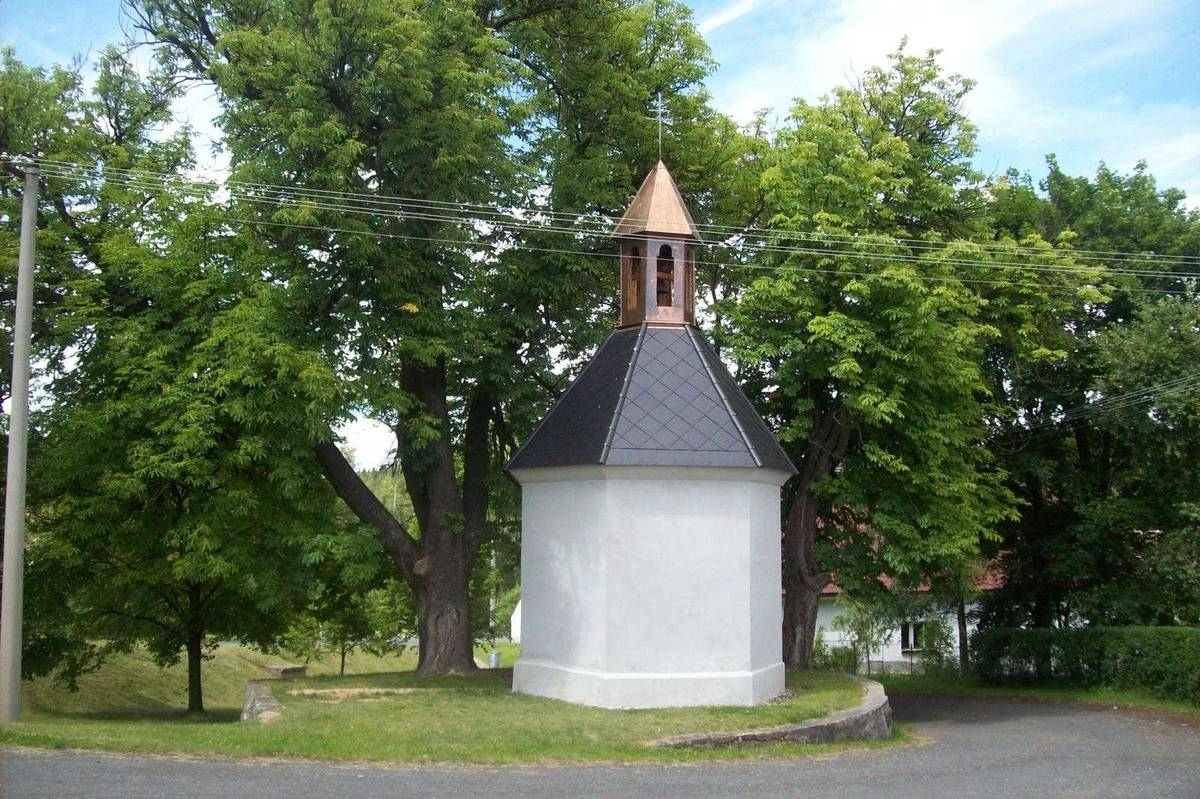
Chapelle à Brod u Stříbra.

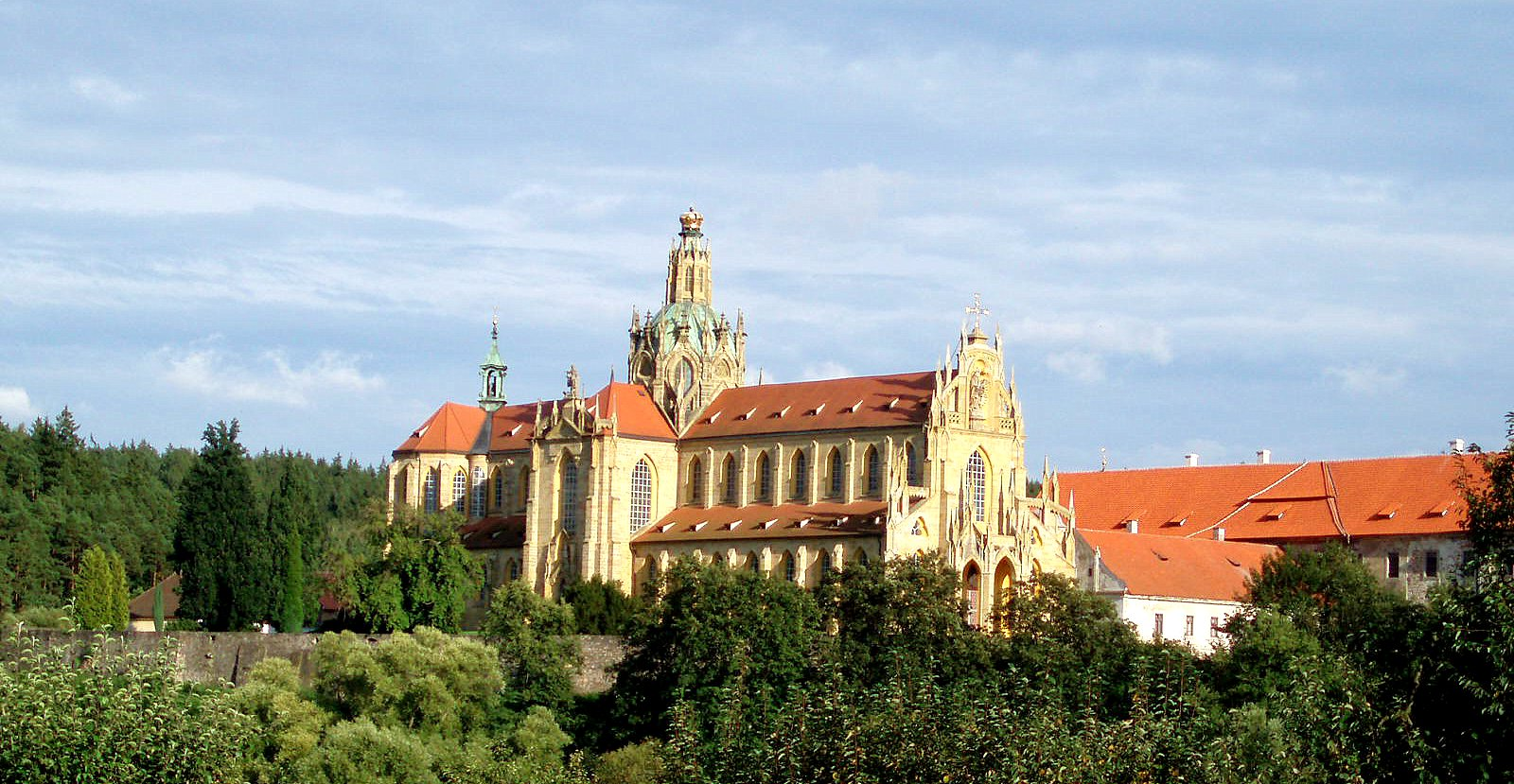
Abbaye de Kladruby : vue générale.
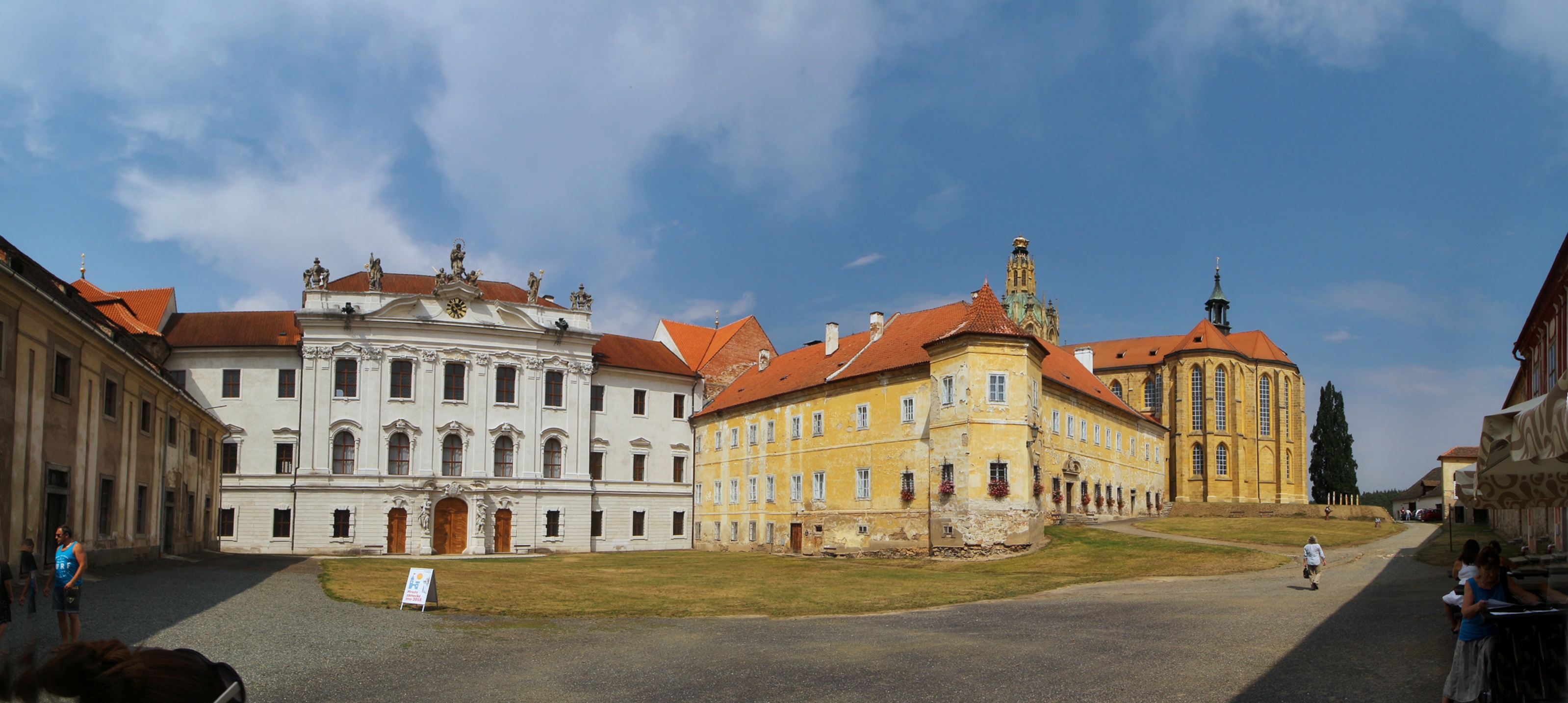
Abbaye de Kladruby : cour.

## Transports
Par la route, Kladruby se trouve à 6 km de Stříbro, à 29 km de Tachov, à 34 km de Plzeň  et à 130 km de Prague. 

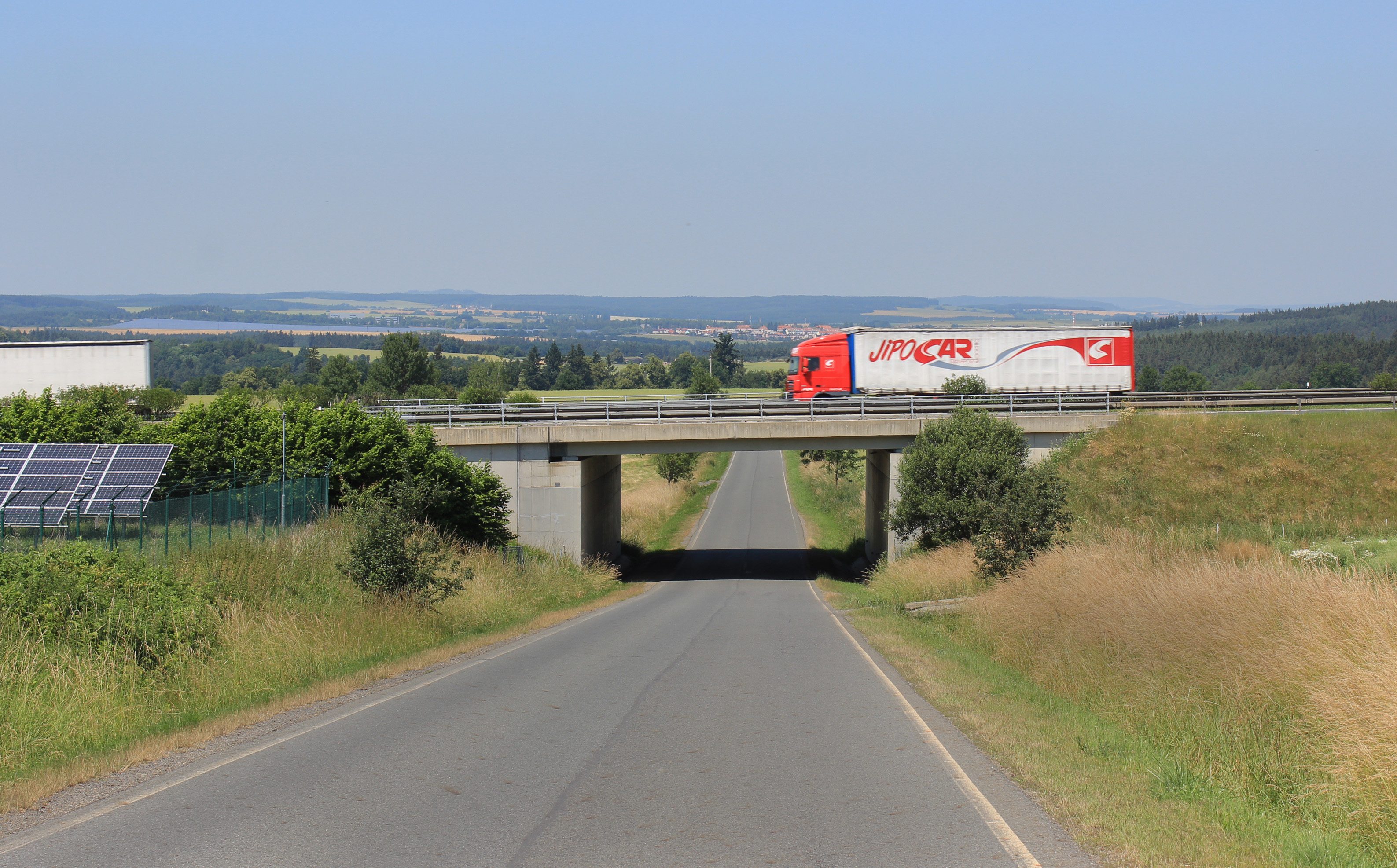
Route 193 passant sous l'autoroute D5.

L'autoroute D5 contourne Kladruby par le sud. L'accès le plus proche se trouve dans la commune voisine de Kostelec ( 107 Ostrov). L'aire de repos et de services de Kladruby se trouve sur le territoire de la commune.